# Shawn Weatherly
Shawn Nichols Weatherly (San Antonio, 24 de julho de 1959) é uma atriz e rainha da beleza norte-americana, coroada como Miss Universo 1980. Quinta Miss USA a conquistar o título de Miss Universo, em Seul, República da Coreia, em 11 de julho daquele ano, após seu reinado, tornou-se atriz nos Estados Unidos, sendo mais conhecida por seu trabalho na série de televisão SOS Malibu.

## Miss Universo
Formada em enfermagem pela Universidade Clemson, representando o estado da Carolina do Sul, ela foi eleita Miss USA 1980 vencendo todas as etapas do concurso (trajes de banho, vestido de noite e entrevista), e ganhando o direito de representar o país no Miss Universo.
Em Seul, Weatherly tornou-se uma das favoritas, junto com a Miss Nova Zelândia, Delyse Nottie - que terminou na terceira colocação - e teve uma torcida especial e barulhenta durante o concurso: 29 participantes do Miss USA, vencido por ela pouco antes, que foram convidadas a ir à Coreia pelo governo sul-coreano. Além delas, a torcida também teve a presença de seu namorado na época, Dwight Clark, astro do futebol americano do San Francisco 49ers. Weatherly mais uma vez venceu todas as etapas da competição, conquistando o quinto título dos EUA e sendo coroada pela Miss Universo 1979 Maritza Sayalero, da Venezuela, sua amiga e companheira de moradia em de Nova York, onde a Miss EUA eleita e a Miss Universo reinante vivem juntas por contrato com a Miss Universe Organization.

## Televisão e cinema
Depois de seu ano de reinado, durante o qual foi recebida pelo presidente Jimmy Carter, Shawn investiu na carreira artística. Nos fim dos anos 80, tornou-se conhecida internacionalmente com o papel de 'Jill Riley' no seriado Baywatch,  no reality show Oceanquest, que a mostrava nadando em meio à tubarões e no seriado policial T.J. Hooker. No cinema, suas maiores participações foram em Amityville: It's About Time e Loucademia de Polícia 3 - De Volta ao Treinamento.
Atualmente ela vive em Newport Beach, Califórnia, com o marido Chip Harris e dois filhos.